# Annandalea
Annandalea is een geslacht van rechtvleugeligen uit de familie Pyrgomorphidae. De wetenschappelijke naam van dit geslacht is voor het eerst geldig gepubliceerd in 1905 door Bolívar.

## Soorten
Het geslacht Annandalea omvat de volgende soorten:
- Annandalea haematoptera Haan, 1842
- Annandalea robinsoni Bolívar, 1905